# 에이지 오브 엠파이어 (비디오 게임)
《에이지 오브 엠파이어》(Age of Empires)는 1996년 앙상블 스튜디오에서 릭 굿맨, 브루스 쉘리 등이 제작하고 1997년에 마이크로소프트가 발매한 전략시뮬레이션 게임이다. 커맨드 앤 컨커(C&C) 시리즈나 스타크래프트처럼 SF적인 것과는 달리 역사와 문명을 바탕으로 만들어진 게임이다. 대한민국에서는 게임 특유의 긴 플레이 시간 때문에 스타크래프트에게 밀려서 1편은 흥행에서 실패하고, 2편의 어느정도의 성공을 거쳐 3편까지 출시했다. 시대는 역사의 시작부터 로마제국 멸망까지를 배경으로 석기 시대-도구 시대-청동기 시대-철기 시대, 이렇게 4부분으로 나뉘어 있고, 고조선이 등장하지만 캠페인에서 야마토 미션에 임나일본부설을 인용한 무분별한 스토리로 인해 한국에서의 많은 항의를 받고 마이크로소프트는 이를 수용해 패치를 통해 문제가 되는 시나리오를 삭제하게 되었다.
등장하는 문명은 12개국으로 이집트, 수메르, 바빌로니아, 아시리아, 페르시아, 페니키아, 히타이트, 샹, 조선, 야마토, 미노아, 그리스가 등장한다. 캠페인은 크게 4가지가 있는데 이집트, 바빌로니아, 그리스, 야마토가 주인공으로 등장한다.

## 게임 플레이
게임은 크게 네 단계로 나뉘며, 게임에서는 이를 '시대'라 부르고 있다.
첫 번째 시대는 역사의 시작인 구석기 시대를 배경으로 하는 '석기 시대'이다. 이때에는 자원 생산은 가능하지만, '몽둥이병' 유닛을 제외한 모든 군사 유닛은 생산할 수 없다. 또한 건물 건설도 제한되어있다.
두 번째 시대는 신석기 시대를 배경으로 하는 '도구 시대'이다. 이때에는 본격적인 군사 유닛을 생산할 수 있으며, '저장조' 건물을 통해 유닛의 능력을 강화할 수 있다. 또한 역사적 사실에 맞춰서 농장을 건설할 수 있게 된다.
세 번째 시대는 '청동기 시대'로, '국정 센터'를 통하여 전반적인 업그레이드도 가능하며, '사원' 건물을 통해 '사제' 유닛을 생산 할 수 있다. 또한 이때 '공성 작업장' 이름으로 공성무기의 제작이 가능해진다.
마지막 시대는 '철기 시대'로, 유닛의 최종 업그레이드가 가능하며, '불가사의' 건물을 통해 병력 동원 없이 승리할 수 있다.

#### 문명들
| 분류   | 동지중해                     | 아시아               | 서메소포타미아               | 동메소포타미아                     | 서지중해(확장팩)                        |
| ------ | ---------------------------- | -------------------- | ---------------------------- | ---------------------------------- | --------------------------------------- |
| 문명들 | - 그리스 - 미노아 - 페니키아 | - 샹 - 야마토 - 조선 | - 수메르 - 아시리아 - 이집트 | - 바빌로니아 - 페르시아 - 히타이트 | - 로마 - 마케도니아 - 카르타고 - 팔미라 |

### 등장하는 유닛
※(*)는 확장팩 에이지 오브 엠파이어 1: 로마의 부흥에 추가된 유닛이다.
- 마을 회관
  - 마을 주민
- 병영
  - 몽둥이병 - 도끼병
  - 단검병 - 광검병 - 장검병 - 군단
  - 투석병(*)
- 궁사 사격장
  - 활잡이
  - 향상된 활잡이 - 합성 활잡이
  - 전차 궁사
  - 기마 궁사 - 중 기마 궁사
  - 코끼리 궁사
- 마구간
  - 정찰병
  - 전차 - 낫 전차(*)
  - 기병 - 중 기병 - 캐타프랙터 기병
  - 전쟁 코끼리 - 무장 코끼리(*)
  - 낙타병(*)
- 공성 작업장
  - 투석기 - 캐터펄트 - 중 캐터펄트
  - 노포 - 헬레폴리스
- 아카데미
  - 장갑 보병 - 팔랑크스 - 켄투리오
- 부두
  - 낚싯배 - 어선
  - 무역선 - 무역상선
  - 경수송수단 - 중수송수단
  - 정찰선 - 전쟁 갤리선 - 삼단노선
  - 불 갤리선(*)
  - 캐터펄트 삼단노선 - 저거너트
- 사원
  - 성직자

### 싱글 플레이
에이지 오브 엠파이어는 4개의 역사를 반영한 켐페인이 있는데, 그리스의 전성기나 바빌론의 역사가 대표적이다. 그 외에도 일반 게임('랜덤 맵 게임')이 있는데, 플레이어 수와 배경을 선택하고 게임을 즐길 수 있는데, 보통 적을 격파하거나 정복하는 경우, 승리할 수 있다. 한편으로는 '불가사의'를 건설하거나, 맵에 있는 유물(스스로 이동 가능)을 모두 가져오거나 유적을 모두 점령하고 일정 시간이 경과하면 승리할 수 있다. 또한, '전멸전'이라는 경제적 문제가 어느 정도 해결된 상황에서 즐기는 옵션도 있다.

#### 캠페인
캠페인에서는 난이도를 설정한 다음, 유명한 역사적 고대 문명의 발전과 역사적 사건을 따라가는 이야기로 구성되어있다. 대체로 이때에는 건물,자원,유닛이 어느 정도 준비된 상태에서 시작한다.
에이지 오브 엠파이어에서는 4개의 다음과 같은 캠페인을 즐길 수 있다.
- 이집트 캠페인 (기본 훈련)
- 그리스 캠페인
- 바빌론 캠페인
- 야마토 캠페인 - 임나일본부설 삽입 논란을 빚은 부분이 여기서 언급된다. 참고로 결정판에서는 해당 부분을 처음부터 수정하였다.

확장팩은 4가지의 로마 캠페인이 추가된다.
- 로마 1 - 로마의 부흥
- 로마 2 - 카이사르의 전성기
- 로마 3 - 로마의 평화
- 로마 4 - 로마의 적들

## 평가
| 평가 |                 |
| --- | --------------- |
| 통합 점수 통합사 점수 게임랭킹스 87% [ 2 ] 메타크리틱 83 [ 3 ] 평론 점수 평론사 점수 올게임 [ 4 ] CVG 9.0 [ 5 ] 게임 레볼루션 B+ [ 6 ] 게임스팟 6.8 [ 7 ] IGN 7 (Mac version) [ 8 ] PC 존 9.4 [ 9 ] PC Gameworld 91% [ 10 ] Coming Soon Magazine 90% [ 11 ] Game Vortex 75% [ 12 ] |                 |
| 통합 점수 |                 |
| 통합사 | 점수            |
| 게임랭킹스 | 87%             |
| 메타크리틱 | 83              |
| 평론 점수 |                 |
| 평론사 | 점수            |
| 올게임 | [ 4 ]           |
| CVG | 9.0             |
| 게임 레볼루션 | B+              |
| 게임스팟 | 6.8             |
| IGN | 7 (Mac version) |
| PC 존 | 9.4             |
| PC Gameworld | 91%             |
| Coming Soon Magazine | 90%             |
| Game Vortex | 75%             |

## 데피니티브 에디션 (결정판)
2017년 7월 12일 마이크로소프트는 E3 2017에서 열린 PC 게이밍쇼 현장에서 오리지날 에이지 오브 엠파이어와 확장팩 로마의 부흥까지 합하여 새롭게 리마스터링한 에이지 오브 엠파이어: 데피니티브 에디션을 처음으로 공개했다.
사실상 이번 '데피니티브 에디션'은 2005년 3편의 출시 이후 12년만에 나오는 정식 타이틀인 셈이다. 발표된‘데피니티브 에디션’은 제목 그대로 기존 그래픽을 최신 사양에 걸맞게 게임을 리마스터한 버전이다. 보다 고품질의 텍스처와 캐릭터 움직임을 도입해 보다 실감나는 전장을 담아냈을 뿐만 아니라, 배경음악도 모두 새롭게 녹음하는 등 최근 RTS에 걸맞은 모습으로 탈바꿈했다. 또한, 보다 세밀한 유닛 조작, 화면 확대와 축소 기능, 그룹 조작 등 유저 편의를 더해줄 기능도 다수 추가됐다. 이 외에도, 유저 인터페이스를 깔끔하게 개선하는 등 게임 시스템 전반을 일신했다.
한편, 이 결정판은 야마토 캠페인은 등장하지만 임나일본부설 삽입 논란 부분은 처음부터 수정되었다.

## 같이 보기
- 에이지 오브 엠파이어